# Women's Childhelp Desert Classic 2013
Il Women's Childhelp Desert Classic 2013 è stato un torneo femminile di tennis giocato sul cemento. È stata la 3ª edizione del torneo del Women's Childhelp Desert Classic, che fa parte della categoria ITF 25 K nell'ambito dell'ITF Women's Circuit 2013. Il torneo si è giocato al Rancho Las Palmas di Rancho Mirage, dal 4 al 10 febbraio 2013.

## Partecipanti

### Teste di serie
| Nazionalità | Giocatrice       | Ranking* | Teste di serie |
| ----------- | ---------------- | -------- | -------------- |
| Francia     | Julie Coin       | 205      | 1              |
| Stati Uniti | Madison Brengle  | 212      | 2              |
| Russia      | Irina Chromačëva | 213      | 3              |
| Giappone    | Junri Namigata   | 228      | 4              |
| Slovenia    | Petra Rampre     | 237      | 5              |
| Croazia     | Ana Vrljić       | 245      | 6              |
| Cina        | Yi-Fan Xu        | 246      | 7              |
| Regno Unito | Tara Moore       | 254      | 8              |

* Le teste di serie sono basate sul ranking al 28 gennaio 2013

### Altre partecipanti
Le seguenti giocatrici hanno ricevuto una wild card per il tabellone principale:
- Christina Makarova
- Kimberly Yee
- Louisa Chirico
- Jan Abaza

Le seguenti giocatrici sono passate dalle qualificazioni:

- Tetjana Arefyeva
- Mayo Hibi
- Ashley Weinhold
- Belinda Bencic
- Jana Juričová
- Viktorija Tomova
- Sachie Ishizu
- Rebecca Marino
- Nicola Geuer (lucky loser)

## Campionesse

### Singolare
Sachie Ishizu ha battuto in finale  Julie Coin con il punteggio di 6–3, 7–6(3).

### Doppio
Tara Moore /  Melanie South hanno battuto in finale  Jan Abaza /  Louisa Chirico con il punteggio di 4–6, 6–2, [12–10].